# Oropuche-Guppy

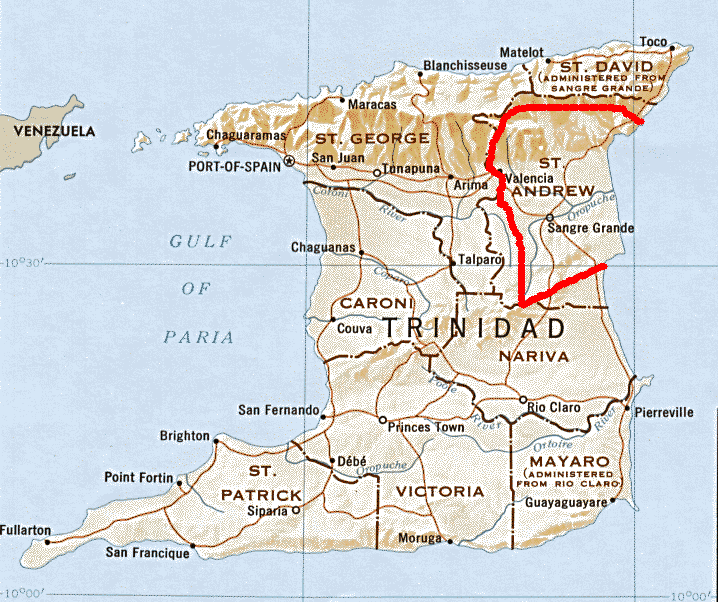
Das Verbreitungsgebiet des Oropuche-Guppy im Einzugsgebiet des Oropuche in Nordosttrinidad (rot umrandet).

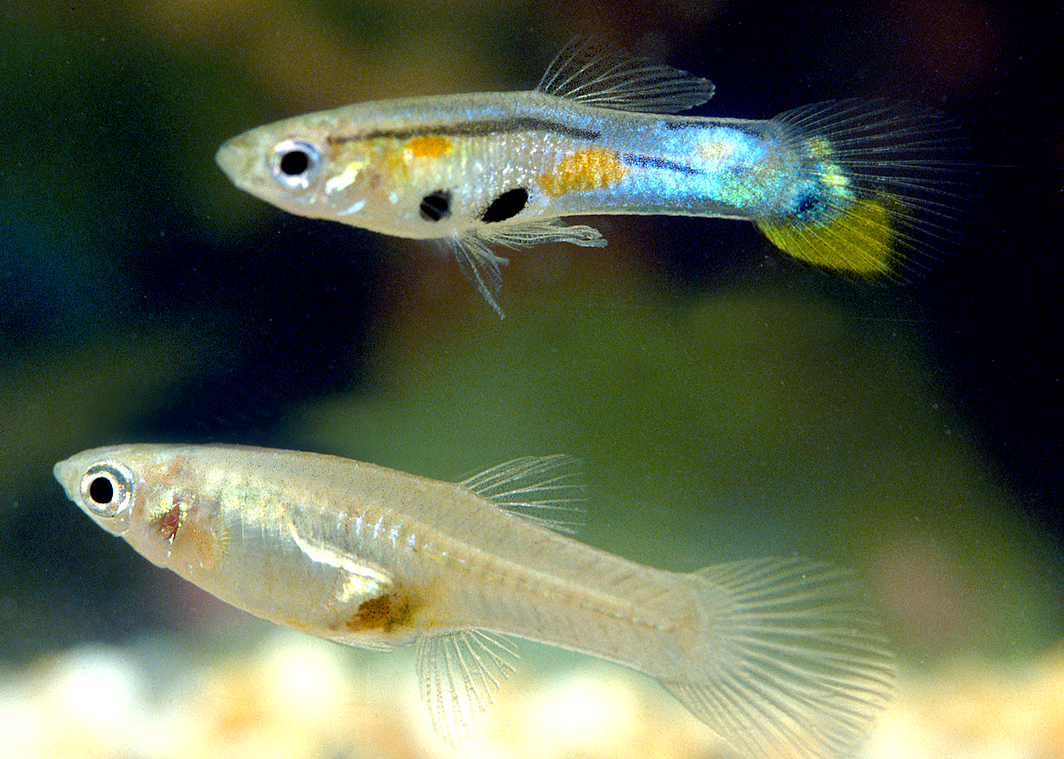
Guppys aus der Northern Range in Trinidad. Sie sehen ähnlich aus wie der Oropuche-Guppy.

Der Oropuche-Guppy (Poecilia obscura) ist eine Süßwasserfischart aus der Gruppe der Lebendgebärende Zahnkarpfen (Poeciliinae). Die Art wurde erst 2009 beschrieben. Die Trennung vom Gewöhnlichen Guppy (Poecilia reticulata) erfolgte vor allem aufgrund von Unterschieden in den DNA-Sequenzen.

## Verbreitung
Der Oropuche-Guppy bewohnt das nordöstliche Trinidad und dort ausschließlich das Einzugsgebiet des Oropuche River und einige wenige Wasserläufe, die unabhängig davon in den Atlantik münden. Im größten Teil der Insel kommt der Gewöhnliche Guppy vor, nur im äußersten Nordwesten findet sich in den Flüssen und Bächen keine Guppyart. Das Verbreitungsgebiet des Oropuche-Guppy ist durch Gebirge und Höhenzüge isoliert.

## Merkmale
Der Oropuche-Guppy lässt sich im Erscheinungsbild kaum vom Gewöhnlichen Guppy unterscheiden. Wie dieser weist er einen deutlichen Geschlechtsdimorphismus auf. Die Weibchen sind größer als männliche Oropuche-Guppys und erreichen Längen von etwa 3 cm. Sie sind schlicht gräulich-beige gefärbt und kräftig gebaut. Geschlechtsreife Weibchen weisen einen deutlich erkennbaren Trächtigkeitsfleck auf. Die Flossen sind nicht ausgezogen.
Männliche Oropuche-Guppys werden nicht mehr als 2 cm lang. Wie beim Gewöhnlichen Guppy können einige Flossenstrahlen der Rücken- und der Schwanzflosse verlängert sein. Zudem sind sie durch allerlei Flecken und Bänder bunt gemustert.
Beim Oropuche-Guppy wird die Rückenflosse von 6 Flossenstrahlen gestützt, die Anzahl der Flossenstrahlen bei den übrigen Flossen wurden nicht ermittelt. Bei den Männchen ist die Afterflosse zu einem Begattungsorgan, dem Gonopodium umgeformt. Die ersten beiden Afterflossenstrahlen sind kurz, die dritte, vierte und fünfte sind verlängert und bilden eine Rinne zum Spermientransfer, die Flossenstrahlen 6, 7, 8 und 9 sind verkürzt. Die Anzahl der kammartig angeordneten Stacheln auf dem dritten Flossenstrahl des Gonopodiums beträgt 11 bis 15, während es beim Gewöhnlichen Guppy und bei Endlers Guppy 14 bis 18 sind. Zudem ist ihre Basis stark, während sie bei den beiden anderen Guppyarten schlank ist.
Der Schwanzstiel der Weibchen ist kurz und nur 4,8 bis 6,15 mm lang, während er beim Gewöhnlichen Guppy und bei Endlers Guppy 6,5 bis 7,3 mm lang werden kann. Die Kopflänge macht 25,5 bis 26,5 % der Standardlänge aus. In einer Längsreihe zählt man 25, seltener 24 Schuppen und 12 bis 13 auf der Mittellinie vor der Rückenflosse. Die Anzahl der Wirbel liegt bei 24 bis 25.